# Рамсарска конвенция
Рамсарската конвенция (на английски: Ramsar Convention of Wetlands) е международно споразумение, сключено на 2 февруари 1971 г. в иранския град Рамсар. Официалното ѝ название е Конвенция за влажните зони с международно значение и по-специално като местообитание на водолюбиви птици.
Понастоящем конвенцията е ратифицирана от 158 страни, включително и от България. Опазват се 1721 зони, чиято площ надхвърля 159 551 478 хектара. Това е първият международен договор, засягащ опазването на биоразнообразието.
Върховен орган на конвенцията е Конференцията на страните членки, заседаващ на всеки 3 години. Изпълнителните дейности се ръководят от Бюрото на Рамсарската конвенция (Ramsar Convention Secretariat), базирано в сградата на IUCN в Гланд, Швейцария.

## Цел на конвенцията
Целта е опазването и разумното ползване на влажните зони като местообитание на водолюбиви птици, отчитайки ги като международен ресурс. Днес тя е разширена към опазването на влажните зони във всички аспекти.
Обявяването за Рамсарско място не налага специални ограничения при експлоатирането на влажните зони, напротив подкрепя риболова и използването на всякакви други ресурси – тръстика, кал, дивеч, сол и т.н., в разумни граници, осигуряващо дългосрочното им ползване в бъдеще.

## Основни положения
По смисъла на конвенцията:
- Влажни зони са територии, естествени или изкуствени, с вода, течаща или статична, която може да е сладка или солена, включително морска акватория с дълбочина при отлив до 6 метра.
- Водолюбиви птици са тези, които са екологически зависими от влажните зони.

## Страни, подписали конвенцията
За да се присъедини към конвенцията, дадена страна трябва да определи поне 1 влажна зона за Рамсарско място.
Списък
Албания, Алжир, Аржентина, Армения, Австралия, Австрия, Азърбайджан, Бахамски острови, Бахрейн, Бангладеш, Беларус, Белгия, Белийз, Бенин, Боливия, Босна и Херцеговина, Ботсвана, Бразилия, България, Буркина Фасо, Бурунди, Великобритания, Венецуела, Виетнам, Габон, Гамбия, Грузия, Германия, Гана, Гърция, Гватемала, Гвинея, Гвинея-Бисау, Демократична република Конго, Дания, Джибути, Доминиканска република, Еквадор, Египет, Ел Салвадор, Екваториална Гвинея, Естония, Замбия, Израел, Индия, Индонезия, Иран, Ирландия, Исландия, Испания, Италия, Йордания, Камбоджа, Канада, Кения, Киргизстан, Китай, Колумбия, Коморски острови, Коста Рика, Кот д'Ивоар, Куба, Кипър, Латвия, Ливан, Либерия, Либия, Лихтенщайн, Литва, Люксембург, Мадагаскар, Малави, Малайзия, Мали, Малта, Мавритания, Мартиника, Мексико, Молдова, Монако, Монголия, Мароко, Намибия, Непал, Нидерландия, Нова Зеландия, Никарагуа, Нигер, Нигерия, Норвегия, Пакистан, Палау, Панама, Папуа-Нова Гвинея, Парагвай, Перу, Полша, Португалия, Република Конго, Северна Македония, Румъния, Русия, Сейнт Лусия, Сенегал, Сиера Леоне, Сирия, Словакия, Словения, Суринам, САЩ, Сърбия, Таджикистан, Танзания, Тайланд, Того, Тринидад и Тобаго, Тунис, Турция, Уганда, Украйна, Унгария, Уругвай, Узбекистан, Финландия, Филипини, Франция, Хондурас, Хонг Конг, Хърватия, Чад, Чехия, Чили, Швеция, Швейцария, Шри Ланка, Южна Африка, Южна Корея, Ямайка, Япония
Последни присъединили се страни:
Антигуа и Барбуда (02.10.05), Кабо Верде (18.11.05), Казахстан (15.01.07), Лесото (01.11.04), Маршалови острови (13.11.04), Мозамбик (03.12.04), Мианмар (17.03.05), Руанда (01.04.06), Самоа (06.02.05), Сейшелски острови (22.03.05), Судан (07.05.05), Централноафриканска република (05.04.06).